# عوج بن عنق

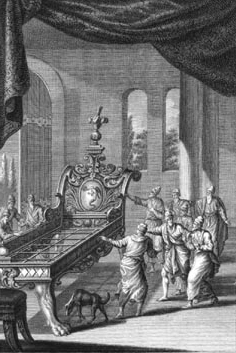
سرير عوج في(نقش حوالي 1770 من قبل يوهان بالتازار بروبست)

عوج بن عنق أو عوج بن عوق (بالإنجليزية: Og)‏ ((بالعبرية: עוֹג), ʿog ‎ˈʕoːɡ‏) وفقا للتوراة، كان ملك أموري لباشان والذي قتل مع جيشه من قبل موسى ورجاله في معركة درعا. وفي الأدب اليهودي يذكر بأن عوج كان واحدا من العمالقة الذين نجوا من الفيضان.

## سبب النجاۃ
وما نجا من الكفّار من الغرق غير عوج بن عنق كان الماء إلى حجزته، وكان السبب في نجاته على ما ذكر أن نوحا عليه السّلام احتاج إلى خشب ساج للسفينة فلم يمكنه نقلها، فحمل عوج تلك الخشبة إليه من الشام. فشكر الله تعالى ذلك له ونجّاه من الغرق

## عوج والرفائيين

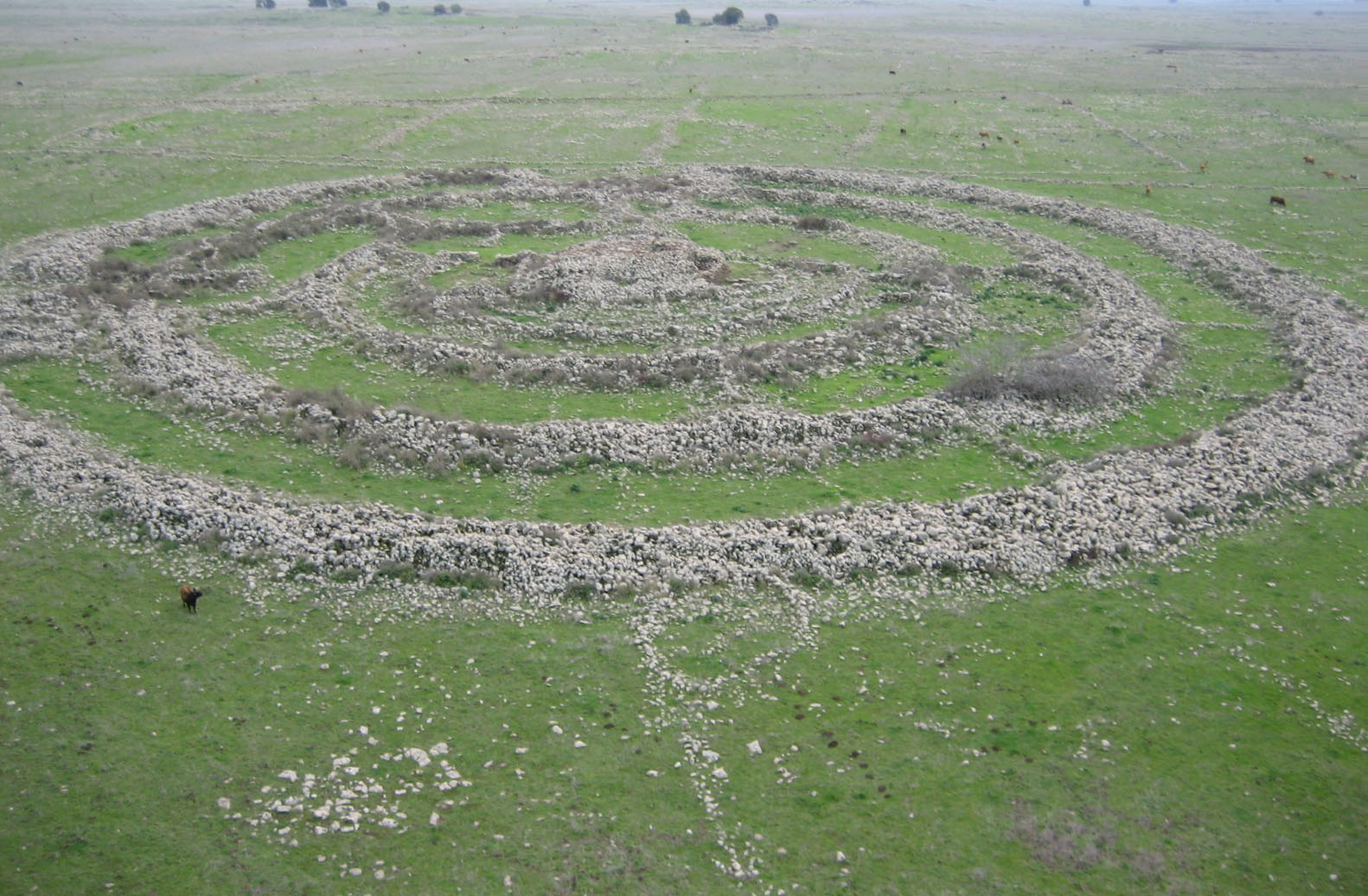
يدعي البعض رجم الهري في هضبة الجولان، والذي يعود تاريخه إلى الألفية الثالثة قبل الميلاد، باعتبارها مصدرا للأساطير عن «بقايا من عمالقة» عوج..

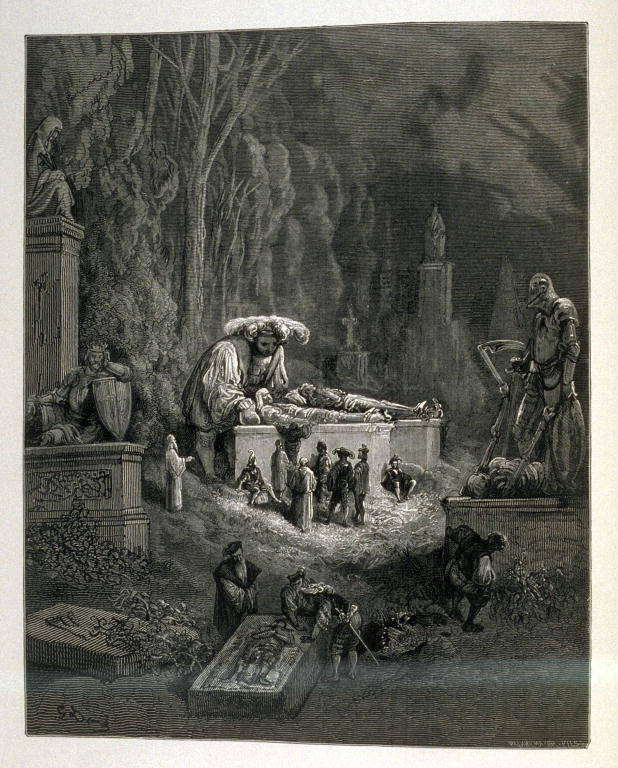
Illustration of غارغانتوا وبانتاغرويل for the Fourth Book in the غارغانتوا وبانتاغرويل series by فرانسوا رابليه published in Œuvres de Rabelais (Paris: Garnier Freres, 1873), vol. 2, Book IV, ch. XXVII, opposite page 87, غوستاف دوريه, 1873

## عوج والنبي موسى
وجاء في كتاب المسالك والممالك للبكري أن عوج عمّر إلى "زمان فرعون ولم يغرقه الطوفان ولا بلغ ماؤه إلّا بعض جسده، وطلب السفينة ليغرقها وقطع صخرة على قدر عسكر موسى وكان فيه أكثر من مائتي ألف ليطرحها عليهم، فأرسل الله عليه طيرا فنقر تلك الصخرة فنزلت من رأسه إلى عنقه ومنعته الحركة. وأمر الله عزّ وجلّ موسى بقتله، فوثب موسى وكانت وثبته عشرة أذرع وطوله مثل ذلك وطول عصاه مثل ذلك أيضا، ولم يلحق إلا عرقوبه، فقتله وأقام جسرا على النيل يعبر الناس والدوابّ عليه مدّة طويلة".

## مزيد من القراءة
- Kosman, Admiel: "The Story of a Giant Story  – The Winding Way of Og King of Bashan in the Jewish Aggadic Tradition", in: HUCA 73, (2002) pp. 157–90.